# Les Allues
Les Allues település Franciaországban, Savoie megyében. Lakosainak száma 1750 fő (2022. január 1.). Les Allues Brides-les-Bains, Modane, Pralognan-la-Vanoise, Les Belleville és Courchevel községekkel határos.

## Népesség
A település népességének változása:
| Lakosok száma | 1878 | 1848 | 1872 | 1841 | 1857 | 1860 | 1829 | 1790 | 1750 |
|               | 2013 | 2015 | 2016 | 2017 | 2018 | 2019 | 2020 | 2021 | 2022 |